# Glenn Ashby
Glenn Ashby (Bendigo, 1 de septiembre de 1977) es un deportista australiano que compitió en vela en la clase Tornado. 
Participó en los Juegos Olímpicos de Pekín 2008, obteniendo una medalla de plata en la clase Tornado (junto con Darren Bundock). Ganó tres medallas de oro en el Campeonato Mundial de Tornado entre los años 2006 y 2009.
Consiguió ganar tres veces la Copa América, con el equipo BMW Oracle en 2010 y con el Team New Zealand en 2017 (como patrón) y en 2021.

## Palmarés internacional
| \| Juegos Olímpicos \| Juegos Olímpicos \| Juegos Olímpicos \| Juegos Olímpicos \| \| Año \| Lugar \| Medalla \| Clase \| \| ------------------ \| ------------------------ \| ---------------- \| ---------------- \| \| 2008 \| Pekín (China) \| Medalla de plata \| Tornado \| \| Campeonato Mundial \| \| \| \| \| Año \| Lugar \| Medalla \| Clase \| \| 2006 \| San Isidro (Argentina) \| Medalla de oro \| Tornado \| \| 2008 \| Auckland (Nueva Zelanda) \| Medalla de oro \| Tornado \| \| 2009 \| Bogliaco (Italia) \| Medalla de oro \| Tornado \| |                          |                  |         |
| Juegos Olímpicos |                          |                  |         |
| Año | Lugar                    | Medalla          | Clase   |
| 2008 | Pekín (China)            | Medalla de plata | Tornado |
| Campeonato Mundial |                          |                  |         |
| Año | Lugar                    | Medalla          | Clase   |
| 2006 | San Isidro (Argentina)   | Medalla de oro   | Tornado |
| 2008 | Auckland (Nueva Zelanda) | Medalla de oro   | Tornado |
| 2009 | Bogliaco (Italia)        | Medalla de oro   | Tornado |